# Laemophloeus kraussi
Laemophloeus kraussi là một loài bọ cánh cứng trong họ Laemophloeidae. Loài này được Ganglbauer miêu tả khoa học năm 1897.